# Cazats
Cazats är en kommun i departementet Gironde i regionen Nouvelle-Aquitaine i sydvästra Frankrike. Kommunen ligger i kantonen Bazas som tillhör arrondissementet Langon. År 2022 hade Cazats 402 invånare.

## Befolkningsutveckling
Antalet invånare i kommunen Cazats
Referens:INSEE